# Capitolio de Dougga
El Capitolio de Dougga es un templo romano del yacimiento arqueológico de Dougga en Túnez que fue construido en el siglo II y estaba dedicado a los dioses protectores romanos, Júpiter, Juno y Minerva.
A la derecha se encuentra el templo de Mercurio y la plaza de los Vientos, a la izquierda el foro de Dougga y una muralla bizantina posterior. Una estatua colosal de Júpiter se encontraba colocada en el fondo del templo. Fue construido a expensas de un ciudadano de Dougga (Thugga), Lucius Marcius Simplex, y de su hijo Lucius Marcius Simplex Regillianus el 166 o 167. Su edificación está realizada con la técnica del opus africanum, caracterizada por pilares de ladrillos verticales alternando con otros horizontales, rellenados con ladrillos más pequeños entre ellos, su nombre deriva de la provincia romana de África y es bastante común en África del Norte. El templo está precedido por una plataforma enlosada que servía para los fieles; tiene una escalera que da a un pórtico con cuatro columnas, con capiteles de orden corintio, en la fachada y dos más en ambos lados, después de las cuales se encontra una sala de culto de 13 x 14 metros, con tres ninchos en el fondo donde se encontraban las esculturas de Júpiter en el centro y a sus lados la de Juno y Minerva. En el frontón había un relieve escultórico, que representaba un hombre con un águila, simbolizando la apoteósi del emperador Antonino Pío (138-161).

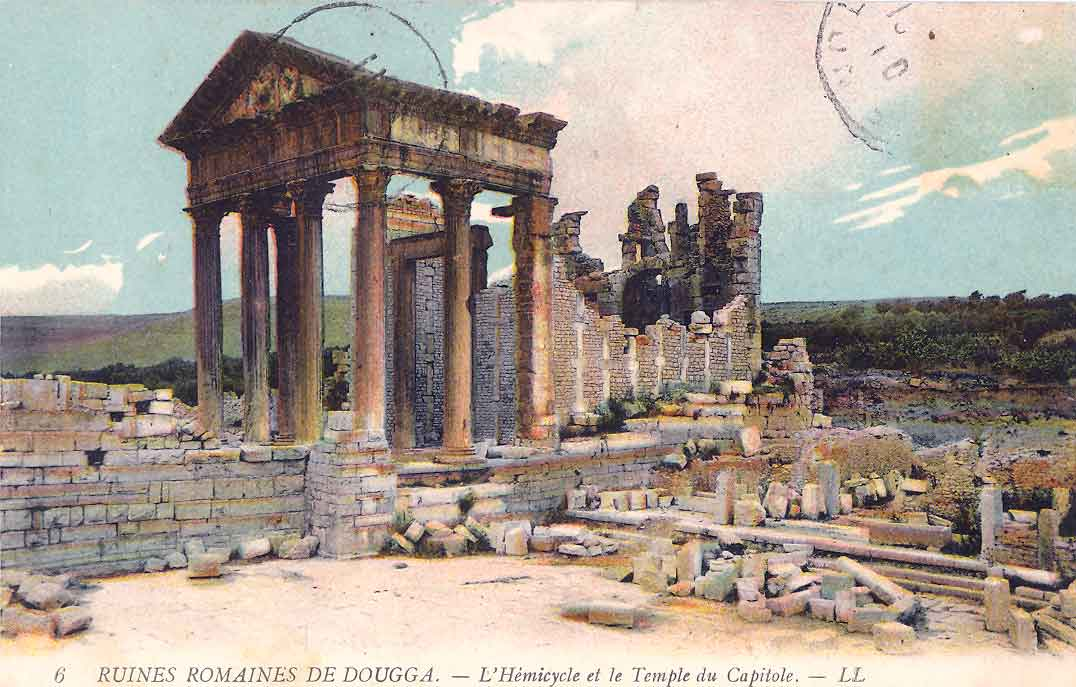
Capitolio (1900)
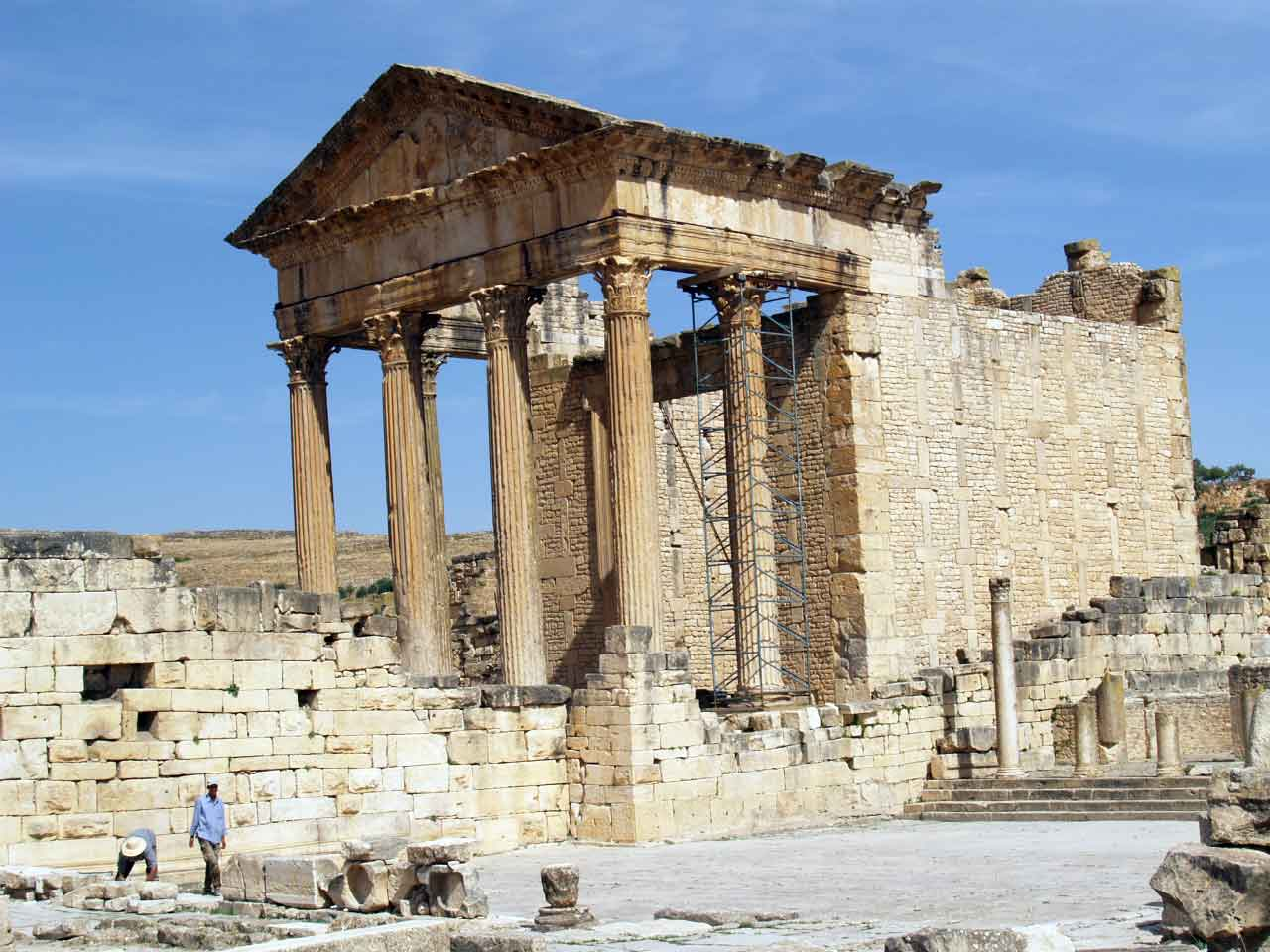
Capitolio (2006)
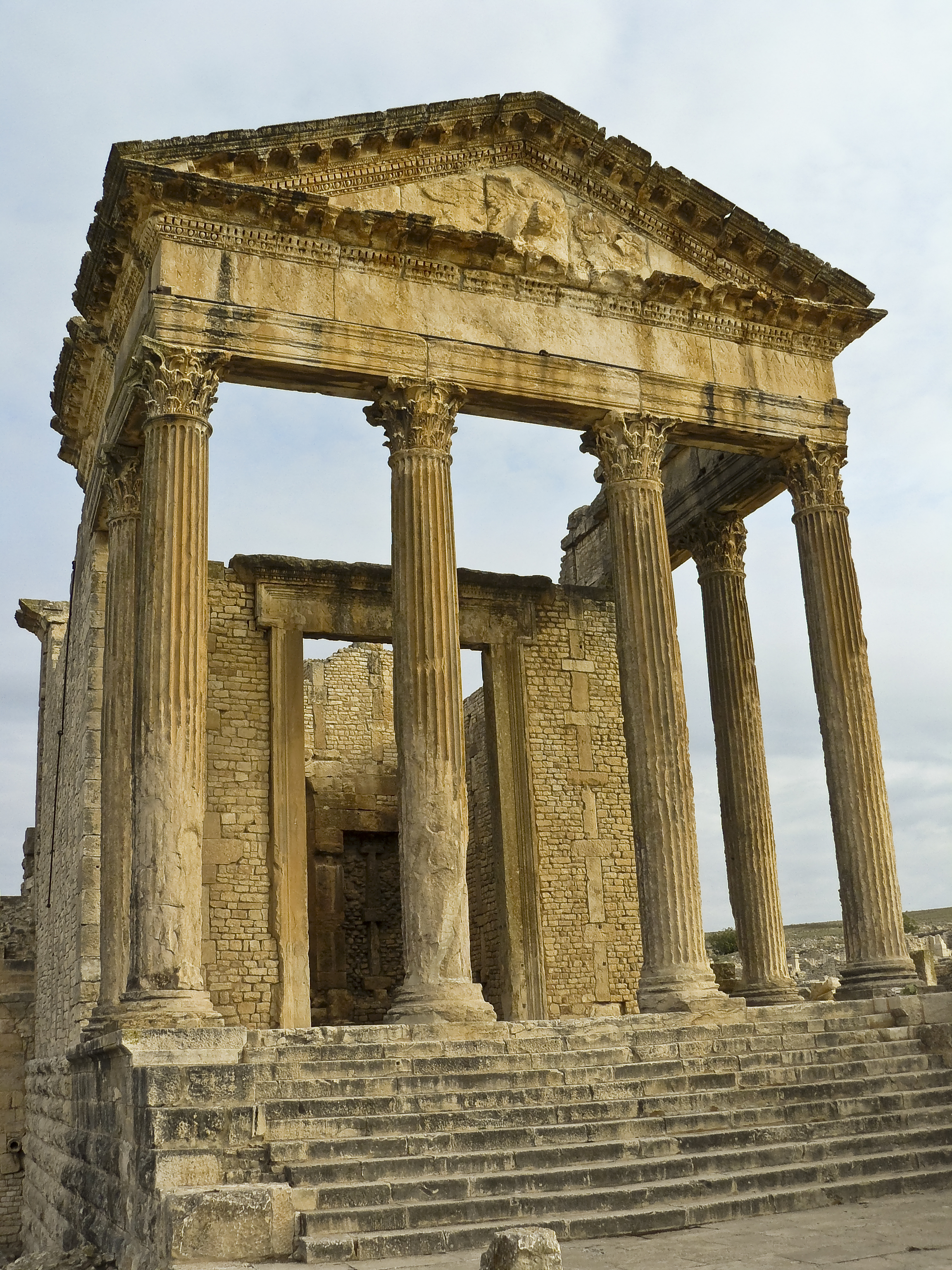
Vista frontal del Capitolio
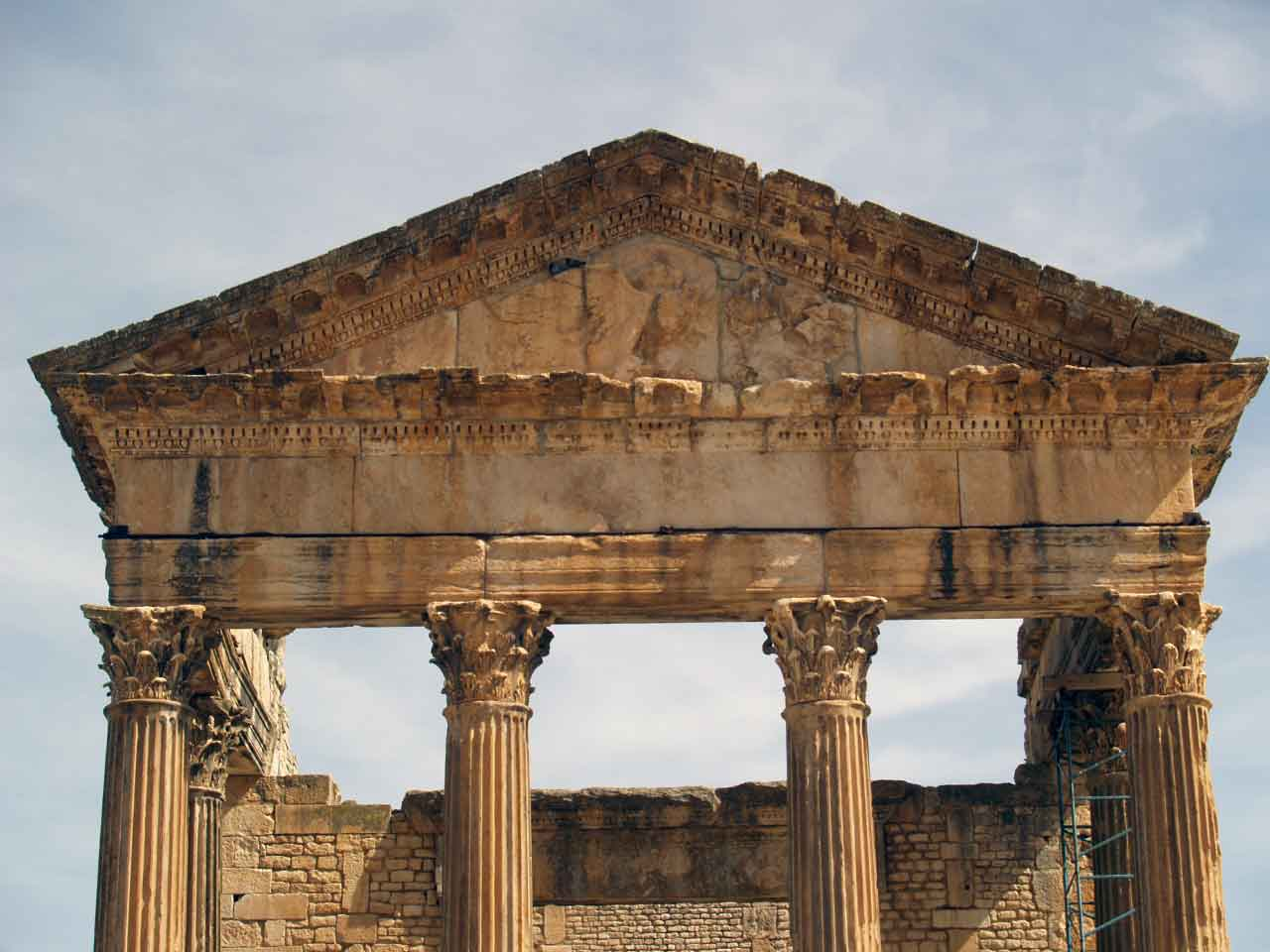
Frontón del Capitolio